# Torneo Panamericano de Rugby
El Torneo Panamericano de Rugby también llamado simplemente Panamericano de Rugby fue el torneo internacional oficial de Rugby más importante del continente americano disputado en forma irregular desde 1995 hasta el 2003. Lo organizaba la Asociación Panamericana de Rugby y llegó a ser usado como eliminatoria para la Copa del Mundo de Rugby. En él, participaban las selecciones de Argentina, Canadá, Uruguay y Estados Unidos. La quinta y última edición se llevó a cabo en 2003, en Argentina. Vale destacar que la selección argentina (Los Pumas) ganó todos los torneos.
A partir del 2009 se creó la Americas Rugby Championship que sustituye a este torneo. La integran los segundos seleccionados de Argentina, Estados Unidos y selecciones provinciales de Canadá, en esta competición no participaba Uruguay hasta que en el 2012 ganó el cupo para la edición de ese año por ubicarse mejor entre los clasificables en el sudamericano del 2012.

## Campeonatos
| Edición | Año  | Sede                    | Campeón   | 2º puesto      | 3º puesto      | 4º puesto |
| ------- | ---- | ----------------------- | --------- | -------------- | -------------- | --------- |
| I       | 1995 | Argentina y Uruguay     | Argentina | Canadá         | Uruguay        |           |
| II      | 1996 | Ontario, Canadá         | Argentina | Canadá         | Estados Unidos | Uruguay   |
| III     | 1998 | Buenos Aires, Argentina | Argentina | Canadá         | Estados Unidos | Uruguay   |
| IV      | 2001 | Ontario, Canadá         | Argentina | Canadá         | Estados Unidos | Uruguay   |
| V       | 2003 | Buenos Aires, Argentina | Argentina | Estados Unidos | Canadá         | Uruguay   |

## Posiciones
Número de veces que las selecciones ocuparon cada posición en todas las ediciones.
| Equipo         | Campeón | 2º puesto | 3º puesto | 4º puesto |
| -------------- | ------- | --------- | --------- | --------- |
| Argentina      | 5       |           |           |           |
| Canadá         |         | 4         | 1         |           |
| Estados Unidos |         | 1         | 3         |           |
| Uruguay        |         |           | 1         | 4         |